# Bakonytamási, Veszprém
Bakonytamási  este un sat în districtul Pápa, județul Veszprém, Ungaria, având o populație de 692 de locuitori (2011). 

## Demografie
Componența etnică a satului Bakonytamási
     Maghiari (93,01%)
     Romi (6,1%)
     Germani (0,89%)
Componența confesională a satului Bakonytamási
     Romano-catolici (49,13%)
     Luterani (25,58%)
     Fără religie (5,64%)
     Reformați (1,45%)
     Necunoscută (18,21%)
     Alte religii (0,58%)
Conform recensământului din 2011, satul Bakonytamási avea 692 de locuitori. Din punct de vedere etnic, majoritatea locuitorilor (93,01%) erau maghiari, cu o minoritate de romi (6,1%). Nu există o religie majoritară, locuitorii fiind romano-catolici (49,13%), luterani (25,58%), persoane fără religie (5,64%) și reformați (1,45%). Pentru 18,21% din locuitori nu este cunoscută apartenența confesională.